# 波斯頓 (亞利桑那州)
波斯頓（英語：Poston）是位於美國亞利桑那州拉巴斯縣的一個人口普查指定地區。根據2010年美國人口普查，該地人口為285人，而該地的面積約為3.53平方千米。

## 地理
波斯頓的座標為33°59′25″N 114°24′04″W / 33.99028°N 114.40111°W，而該地最高點為海拔高度102米（即335英尺）。